# Deividas Gailius
Deividas Gailius (Klaipėda, 26 aprile 1988) è un cestista lituano.

## Carriera
Ha giocato, nelle stagione 2010-11 e 2011-12, nella Virtus Bologna nel campionato italiano di Serie A.
Con la Lituania ha disputato i Campionati europei del 2015.

## Palmarès
- Campione NKL (2007)
- Coppa di Lituania: 1

Lietuvos Rytas: 2016
- Supercoppa slovena: 1

Union Olimpija: 2013